# Reregowie
Obodrzycy właściwi, Reregowie – plemię słowiańskie zaliczane do plemion połabskich, które od VI w. zamieszkiwało tereny na wschód od dolnej Łaby między Zatoką Wismarską a jeziorem Swarzyńskim. 
Centralnymi grodami były: główny gród Mechlin (Mechlin-Mecklenburg) oraz Swarzyn (Schwerin). 
Reregowie byli głównym plemieniem Związku obodryckiego. Śmierć księcia Niklota w 1160 roku położyła kres niezależności tego plemienia (pokonani przez księcia saskiego Henryka Lwa). 
Z ich państwa, zniemczonego w XIII wieku, wywodziło się niemieckie księstwo Meklemburgii.